# Tetrastichus telon
Tetrastichus telon är en stekelart som först beskrevs av Graham 1961.  Tetrastichus telon ingår i släktet Tetrastichus och familjen finglanssteklar. Arten är reproducerande i Sverige. Inga underarter finns listade i Catalogue of Life.